# Пролен

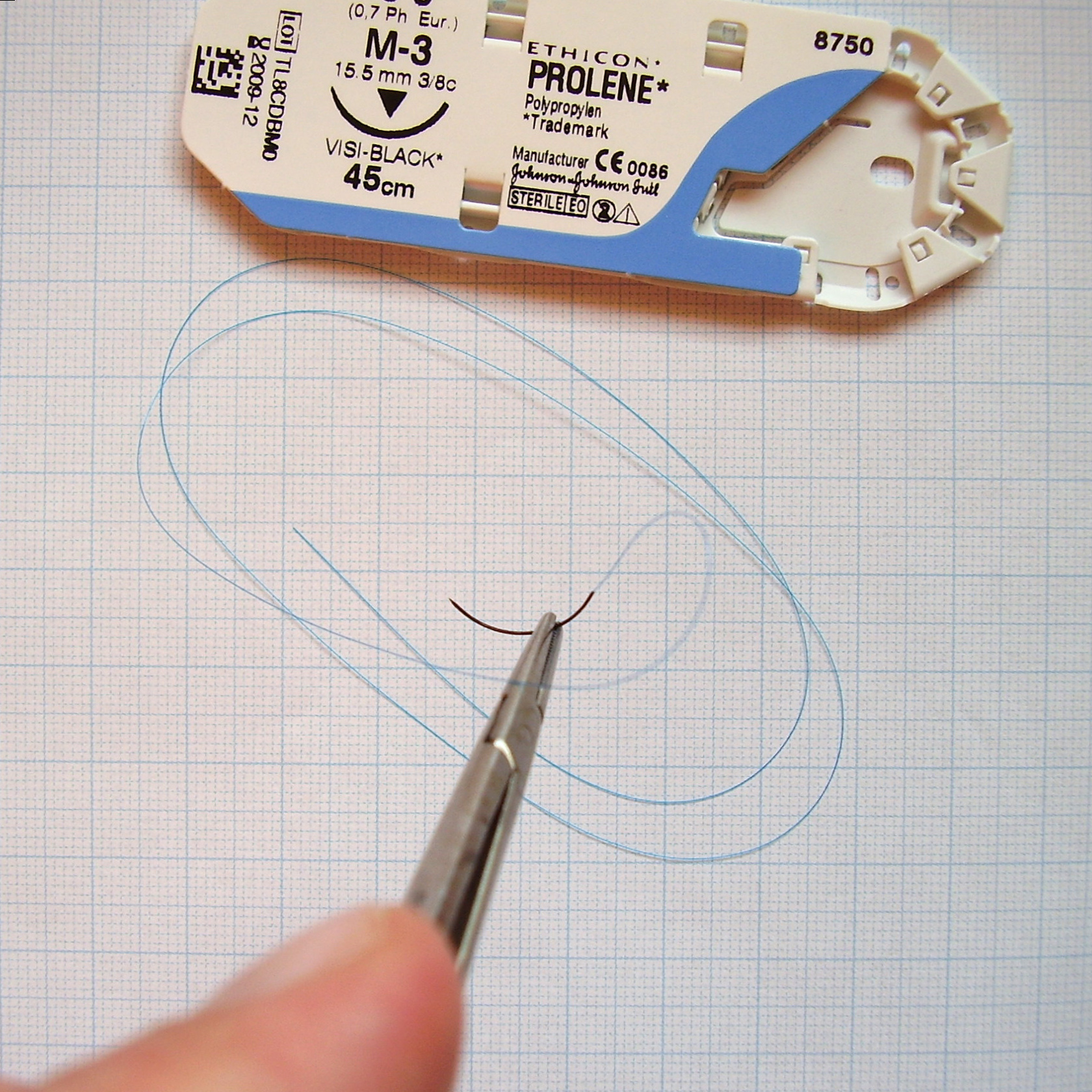
Пролен, извлеченный из упаковки

Пролен (англ. Prolene) — синтетический монофиламентный (одинарный нитевидный) материал. Используется в сердечно-сосудистой хирургии. Обладает качеством контролируемого линейного растяжения, то есть при растяжении материал возвращается в исходное состояние. Это качество очень важно в сосудистой хирургии, учитывая, что кровеносные сосуды не находятся в статичном состоянии. Также пролен часто используется пластическими хирургами для косметического шва. Здесь играет роль такое качество пролена, как гладкая поверхность.